# Rogožarski
La Rogožarski, denominazione completa in serbo Prva srpska fabrika aeroplana Rogožarski (in serbo Прва српска фабрика аероплана Живојин Рогожарски А. Д.?) ovvero tradotto letteralmente Prima fabbrica aeroplani serba Rogožarski, era un'azienda produttrice di aeroplani, fondata da Živojin Rogožarski, nell'allora Regno di Jugoslavia negli anni venti, con sede a Belgrado.
Il velivolo di maggior successo prodotto dall'azienda fu il caccia Rogožarski IK-3.

## Storia
Nel 1923 il Ministero per l'Esercito e la Marina del Regno di Jugoslavia indette un concorso, destinato alle aziende nazionali, per la fornitura di un velivolo per le proprie forze armate. Il progetto sarebbe stato realizzato con il sostegno del denaro pubblico e con l'apporto tecnico ed organizzativo garantito dall'appoggio governativo.
In maniera imprevista all'appalto risposero numerose aziende, sia private che statali, le quali presentarono le loro proposte di sviluppo costringendo ad istituire un'apposita commissione che dopo una serie di valutazioni selezionò due piccole aziende private, la Ikarus (ora Ikarbus) di Novi Sad e la Rogožarski di Belgrado. Dopo l'approvazione alla Camera degli industriali di Belgrado, Živojin Rogožarski decise di stabilire la propria azienda rilevando i locali precedentemente occupati da una grande falegnameria in difficoltà economiche, riponendo la speranza di uno sviluppo della propria attività vantando, durante la prima guerra mondiale, un passato come responsabile di un'azienda aeronautica di Budapest.
Il primo modello realizzato fu il Brandenburg dotato di motore Daimler-Benz da 100 PS (73,5 kW) e che vennero prodotti sino al 1925.
Al fine di verificare la capacità produttiva dell'azienda, il Dipartimento del trasporto aereo emise una richiesta di fornitura di 27 ali del modello SB-1 (ШБ-1), la consegna della prima venne effettuata nel 1924. Le autorità si ritennero soddisfatte della qualità e velocità della realizzazione richiesta per cui emisero un successivo ordine per la realizzazione di 10 esemplari completi di SB-1 (ШБ-1) il primo dei quali venne portato in volo per la prima volta il 10 maggio 1925 dall'aviosuperficie aziendale. Entro la fine del 1938, oltre i 10 esemplari di SB-1 (ШБ-1), la Rogožarski ricevette un ordine e realizzò anche 60 esemplari di SB-1 (СБ-1), conosciuto come Mittlere Brandenburg, un monomotore leggero biplano da addestramento equipaggiato con i Daimler-Benz da 160 e da 185 PS.
Il successo commerciale ottenuto incoraggiò Rogožarski ad assumere nuovo personale ed avviare la progettazione di propri velivoli.
Alla fine del 1927 il comando aereo, nella figura del generale Stanojlevićem, emise un ordine per 12 esemplari degli aerei da trasporto Fizir sviluppato nel Fizir-Maibach dotato di motore da 250 PS. Sulla base del Fizir vennero in seguito sviluppati una serie di prototipi dotati di diverse motorizzazioni, il Fizir-Wright equipaggiato con un motore radiale da 220 hp, il più avanzato Fizir-Loren dotato di motore da 450 CV ed il Fizir-Hispano motorizzato Hispano-Suiza da 500 CV. Tuttavia, di tutti i prototipi venne avviato alla produzione in serie solo il Fizir-Wright. La produzione completa la produzione del Fizir venne successivamente assegnata alla Ikarus.
Seguì il primo modello disegnato dal proprio ufficio di progettazione, l'A.Ž.R, un aereo da addestramento destinato ad uso militare, dotato di motorizzazione prodotta dalla cecoslovacca Walter Engines a.s. da 240 PS. Capace di raggiungere la velocità massima di 240 km/h in volo orizzontale, aveva un tempo di salita di 38 minuti per raggiungere i 5 000 m di quota. Tuttavia, dopo le prove di valutazione, a causa di problemi di controllo ritenuti eccessivi venne respinto dalla Jugoslovensko kraljevsko ratno vazduhoplovstvo i pomorska avijacija, l'allora forza aerea jugoslava.
Da quel momento la mancanza di commissioni, gli ingenti investimenti nello sviluppo dei nuovi modelli e dell'adeguamento degli impianti di produzione, con la conseguente mancanza di fondi disponibili, portarono l'azienda sull'orlo del fallimento. Tuttavia, la trasformazione in Aktiengesellschaft nel 1934 riuscì ad allontanare la prospettiva della chiusura.
La nuova iniezione di capitali permise la realizzazione di nuovi modelli tra i quali quelli che ebbero un maggior successo commerciale furono il P-100, il ricognitore biposto ad ala alta a parasole PVT, il caccia IK-3 ed il promettente R-313.
Allo scoppio della seconda guerra mondiale la Rogožarski era una florida azienda che poteva contare su una forza lavoro di circa 1 000 dipendenti.
Alla fine del conflitto quel che rimaneva dell'azienda, assieme alla concorrente Ikarus, vennero statalizzate e riunite nella nuova Državna Fabrika Aviona che continuò a produrre velivoli utilizzando il marchio Ikarus. In seguito, a causa della nuova delocalizzazione delle aziende aeronautiche statali nella SOKO di Mostar la produzione aeronautica nello stabilimento che fu della Rogožarski cessò definitivamente. Gli impianti di Novi Sad vennero convertiti nella produzione di autobus con il marchio Ikarbus.